# Svend Aage Lorentz
Svend Aage Lorentz (født 29. august 1924, død 8. oktober 1998) var en dansk filminstruktør og producent.

## Filmografi
- Eventyret om dansk film (1996) - Antologi
- Filmen kommer til Danmark (1896-1909) (1996) - Dokumentarfilm
- Kunsten og pengene (1909-1913) (1996) - Dokumentarfilm
- Danske filmstjerner og kometer (1913-1923) (1996) - Dokumentarfilm
- Fra stumfilm til tonefilm (1923-1932) (1996) - Dokumentarfilm
- Musik skal der til (1932-1934) (1996) - Dokumentarfilm
- Festligt, folkeligt og fornøjeligt (1934-1937) (1996) - Dokumentarfilm
- Tonefilm i voksealderen (1937-1939) (1996) - Dokumentarfilm
- Alt udsolgt (1939-1941) (1996) - Dokumentarfilm
- Lyspunkter under besættelsen (1941-1944) (1996) - Dokumentarfilm
- Fremgang for filmkunsten (1944-1949) (1996) - Dokumentarfilm
- Folkelighed og film (1950-1953) (1996) - Dokumentarfilm
- Vejen til publikum (1953-1956) (1996) - Dokumentarfilm
- Sort/hvid eller farve (1956-1959) (1996) - Dokumentarfilm
- Filmbølger (1959-1962) (1996) - Dokumentarfilm
- I lyset af en filmlov (1965-1966) (1996) - Dokumentarfilm
- Olsen-banden og de andre (1967-1970) (1996) - Dokumentarfilm
- Nye perspektiver (1970-1987) (1996) - Dokumentarfilm
- Dronning af Danmark (1990) - Dokumentarfilm
- Tivoli mit Tivoli (1988) - Dokumentarfilm
- Brudstykker af et filmmønster (1980) - Dokumentarfilm
- Denmark - You'll love it! (1979) - Dokumentarfilm
- Hvis det nu var her (1976) - Dokumentarfilm
- 30'erne på dansk film (1975) - Dokumentarfilm
- Den indre forurening tre gange daglig (1972) - Dokumentarfilm
- Kalembe Lembe (1972) - Dokumentarfilm
- Prøv lykken (1970) - Kort fiktion
- Pinsesol (1969) - Dokumentarfilm
- Giv mig et kys (1969) - Dokumentarfilm
- Gennem medmenneskelighed til fred (1969) - Dokumentarfilm
- Snemanden (1968) - Kort fiktion
- Dansk Film - Sådan set (1968) - Dokumentarfilm
- Her er Kuwait (1968) - Dokumentarfilm
- Portræt af P.V. Glob (1968) - Dokumentarfilm
- Dilmun (1967) - Dokumentarfilm
- Luristan (1966) - Dokumentarfilm
- Congo 1966 (1966) - Dokumentarfilm
- Islam (1965) - Dokumentarfilm
- Det nye Iran (1965) - Dokumentarfilm
- Made in Denmark (1965) - Dokumentarfilm
- Ta' chancen (1964) - Kort fiktion
- Arbejdsplads Syrien (1964) - Dokumentarfilm
- Røde Kors - over alle grænser (1964) - Dokumentarfilm
- Historien om en krone (1962) - Dokumentarfilm
- Måske (1962) - Tv-film
- Allahs have (1960) - Tv-serie
- Når vi konvojen? (1960) - Tv-serie
- Buketten (1960) - Tv-film
- Skyggedans (1960) - Tv-film
- Olie til Danmark (1959) - Dokumentarfilm
- En livssag (1959) - Tv-film
- Over alle grænser (1958) - Spillefilm
- Giro 9 kalder (1958) - Dokumentarfilm
- Ægteskab (1958) - Tv-film
- Skærmydsler (1958) - Tv-film
- Danmark hjælper Ungarn (1957) - Dokumentarfilm
- Stokken (1957) - Tv-film
- Galt nummer (1957) - Tv-film
- I går, i dag og i morgen (1955) - Kort fiktion
- Ole Lukøje (1955) - Tv-film
- Menageri (1955) - Tv-film
- Musefælden (1955) - Tv-film
- Filmforum S 09 (1955) - Lydoptagelser
- Himlen er blå (1954) - Spillefilm
- Evig kærlighed (1954) - Tv-film
- Det første møde (1954) - Tv-film
- Fru Mimi (1954) - Tv-film
- St. Gotthardpasset (1953) - Dokumentarfilm
- Første hjælp ved krigsskader (1953) - Dokumentarfilm
- Emilies hjertebanken (1953) - Tv-film
- Svineheld (1952) - Dokumentarfilm
- Mange skove små (1952) - Dokumentarfilm
- Ikke film, men virkelighed (1952) - Dokumentarfilm
- Du kan hjælpe (1952) - Dokumentarfilm
- Signalet (1951) - Dokumentarfilm
- 24.000.000.000.000 (1950) - Dokumentarfilm
- Spar på vandet (1949) - Dokumentarfilm
- Peter må vente (1949) - Dokumentarfilm
- Om rationalisering (1948) - Dokumentarfilm
- Se (1948	Instruktion	DK/Dokumentarfilm
- Paa Vagt for Kongen (1947) - Dokumentarfilm
- Hvis det bliver nødvendigt (1946) - Dokumentarfilm
- Mennesker i et Hus (1943) - Dokumentarfilm